# Aristobia vietnamensis
Aristobia vietnamensis là một loài bọ cánh cứng trong họ Cerambycidae.